# Hans Spitzy
Hans Spitzy (* 21. Dezember 1872 in St. Leonhard, Steiermark; † 22. Juli 1956 in Wien) war ein österreichischer Arzt auf dem Gebiet der Orthopädie. Zudem wurde er durch seine Arbeiten auf dem Gebiet der körperlichen Erziehung, besonders des Kleinkinds bekannt.

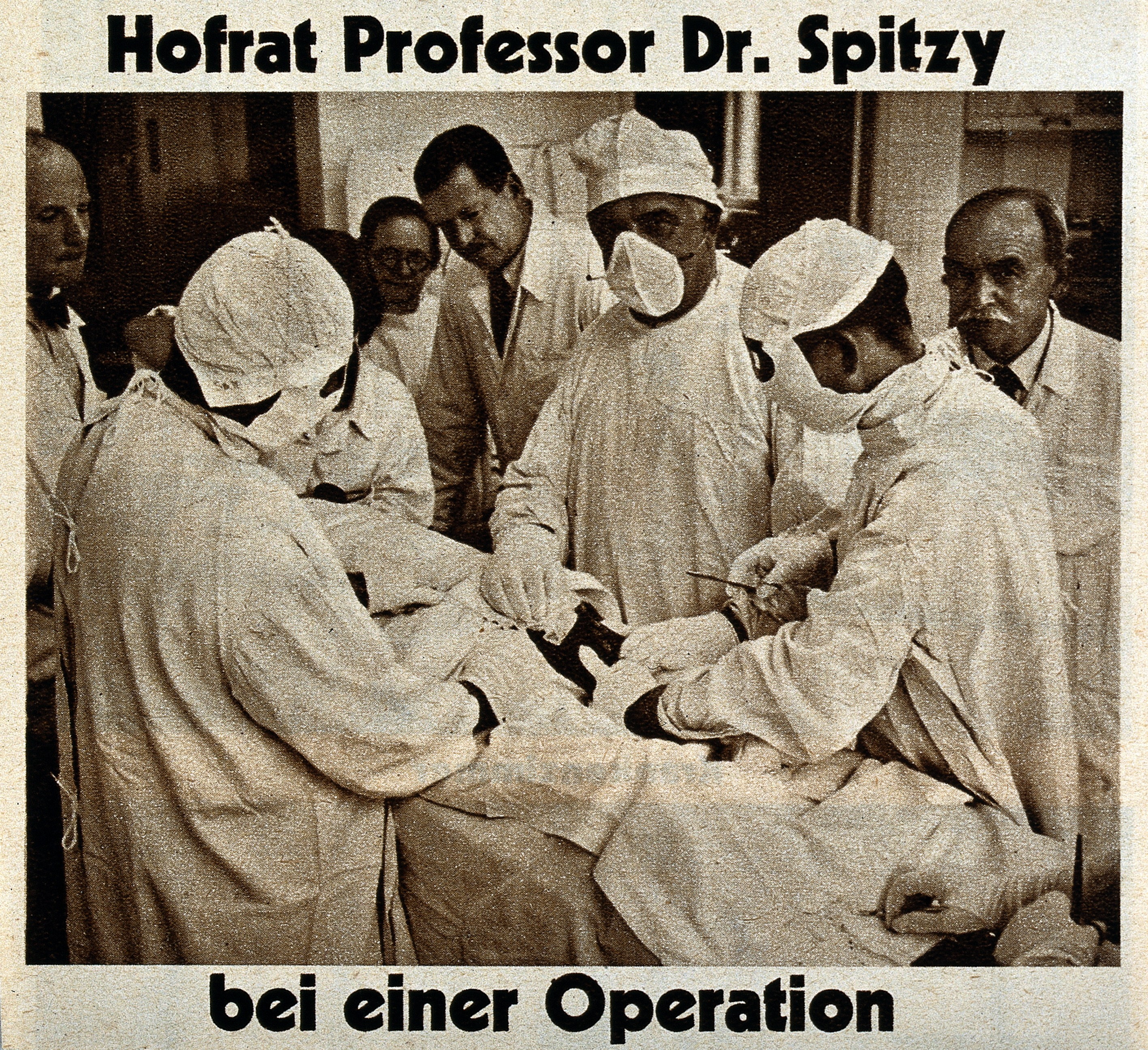
Hans Spitzy bei einer Operation

## Werdegang
Hans Spitzy studierte an der Universität Graz, wo er im Jahre 1896 zum Doktor der gesamten Heilkunde promoviert wurde. Zunächst widmete er sich der Kinderheilkunde; er verblieb bis zum Jahre 1906 als Assistent an der Grazer Universitäts-Kinderklinik. Zeitgleich absolvierte Spitzy eine Ausbildung im Bereich des damals neuen Spezialfaches der chirurgischen Orthopädie bei Albert Hoffa in Würzburg. Zusammen machten die beiden Ärzte zudem eine Studienreise durch die Vereinigten Staaten. Im Jahre 1905 wurde Spitzy Privatdozent für orthopädische Chirurgie an der Grazer Universität, ein Jahr später übernahm er die Leitung der von ihm gegründeten chrirugisch-orthopädischen Abteilung der Grazer Universitäts-Kinderklinik.
Kurz vor Ausbruch des Ersten Weltkrieges übersiedelte Spitzy nach Wien, wo er zum Universitätsprofessor ernannt worden war. Während des Krieges wurde er als Oberstabsarzt an die Front berufen. Nach dem Kriegsende wurde Spitzy Universitäts-Professor für orthopädische Chirurgie an der Universität Wien und übernahm gleichzeitig die Orthopädische Abteilung des Kaiser-Franz-Joseph-Spitals. Im Jahre 1923 wurde er zum Ordinarius und zum Direktor des Wiener Orthopädischen Spitals ernannt, dann Dozent am Institut für Turnlehrerausbildung. Durch ein bis 1927 andauerndes Disziplinarverfahren wegen „Steuerhinterziehung, Unterschlagung von Spitalsgebühren, illegale Unterbringung von bestimmten Patienten und die Beschimpfung einer Mutter“ wurde er neben Fachkreisen auch einer breiten Öffentlichkeit bekannt.
Im weiteren Verlauf seiner Karriere bewegte sich Spitzy primär in katholischen Hochschulkreisen, war Mitglied der katholischen Akademikergemeinschaft, der österreichischen Leo-Gesellschaft, des Starhemberg-Flügels der Heimwehr und der im Austrofaschismus als Einheitspartei agierenden Vaterländischen Front. Während der NS-Diktatur in Österreich wurde Spitzys katholischer Hintergrund kritisch gesehen, obwohl seine beiden Söhne Karl Hermann und Reinhard bereits im Ständestaat als „Illegale“ Mitglieder der NSDAP und der SS waren. Margit Frankau, die bei Spitzy in der Krankenpflege tätig war und von ihm auch in der NS-Zeit gefördert wurde und seine fünf Kinder betreute, wurde 1944 als Jüdin deportiert und starb im selben Jahr im Ghetto Theresienstadt.
Sein Sohn Reinhard Spitzy (1912–2010) war ein NS-Funktionär und Diplomat, sein Sohn Karl Hermann Spitzy (1915–2013) trat in die Fußstapfen des Vaters als Mediziner und Universitätsprofessor.

## Werk
Spitzy beschrieb in mehr als 200 Artikeln seine Forschungs-, Heilungs- und Behandlungsmethoden seines Spezialgebietes. Die wichtigsten und angesehensten Arbeiten liegen hierbei auf dem Gebiet der Hüftgelenksverrenkungen, der Nerven- und Knochenchirurgie, der körperlichen Erziehung, der Chirurgie der Knochen-Tuberkulose vor. Großes Ansehen brachten ihm auch seine Bücher zur körperlichen Erziehung des Kindes aus seinem Frühwerk ein. Sprachlich sind seine Werke von sozialdarwinistischem Duktus geprägt („körperlich Minderwertige“ etc.), wenn auch keine eugenischen Äußerungen auffällig sind.

## Ehrungen
Spitzy war Ehrenmitglied und korrespondierendes Mitglied zahlreicher medizinischer Gesellschaften im In- und Ausland. 1933 wurde er Mitglied der Leopoldina. Zu seinem 80. Geburtstag, kurz vor seinem Tode, wurde ihm für seine hervorragenden Leistungen auf dem Gebiete der Medizin der Ehrenring der Stadt Wien  verliehen. 1959 wurde die Hans-Spitzy-Gasse in Wien-Floridsdorf und 1998 der Spitzyweg in Wien-Favoriten nach ihm benannt.

## Werke
- Die körperliche Erziehung des Kindes. Berlin/Wien 1914.
- Unsere Kriegsinvaliden. 1915.
- Die körperliche Entwicklung des Kindes. 1925.
- mit Fritz Lange: Orthopädie im Kindesalter. Leipzig 1930.